# Upplands runinskrifter 679
Upplands runinskrifter 679, med signum U 679, är en runsten vid Skoklosters kyrka, Skoklosters socken, Håbo kommun i Uppland.

## Runstenen
U 679 är placerad 10 meter norr om Skokloster kyrkas norra sida, med ristningen mot norr.
Stenen består av ljusgrå granit, cirka 1,25 meter hög, 0,95 meter bred, med en tjocklek av ungefär 0,3 meter. Runhöjden är 8-9 centimeter. Stenens vänstra del är skadad vilket innebär att största delen av den vänstra halvan av runslingan är försvunnen och början på inskriften är således förstörd.

## Inskriften
Translitterering av runraden:
...þ... (l)itu · raisa · stain · þino · eftiR · iþin · faþur · sin ·
Normalisering till fornvästnordiska:
... létu reisa stein þenna eptir Heðin, fôður sinn.
Översättning till nusvenska:
...läto resa denna sten efter Heden, sin fader.
Namnet Hedin är relativt ovanlig i runinskrifterna, U 679 är det enda exemplet i Uppland, men det förekommer i andra landskap.

## Historia
I Johan Peringskiölds Monumenta finns en beskrivning av Skoklosters kyrka med omgivning där U 679 omnämns. När Peringskiöld besökte platsen 1707 fanns stenen på insidan av den norra kyrkogårdsmuren. Den var delvis övervuxen av en trädstubbe, vilken togs bort så att inskriften kunde avtecknas. Enligt teckningen fanns skadorna redan då, kvarvarande partier är dock välbevarade sedan dess. När Olof Celsius besökte Skokloster 1727 fanns stenen i kyrkogårdsmuren bredvid en stiglucka. Även Richard Dybeck beskriver att stenen fanns i muren, det är okänt när den restes på nuvarande plats.